# San Donà di Piave
San Donà di Piave là một đô thị và cộng đồng (comune) ở tỉnh Venezia trong vùng Veneto miền bắc nước Ý.
Đô thị San Donà di Piave có diện tích ki lô mét vuông, dân số thời điểm năm 31 tháng 5 năm 2005 là 40.899 người.
Đô thị San Donà di Piave có các đơn vị dân cư (frazioni) sau:
Các đô thị giáp ranh: 